# Risca West
Risca West (en anglais) ou Gorllewin Rhisga (en gallois) est une communauté du borough de comté de Caerphilly, au pays de Galles.
Comme son nom l'indique, elle correspond à la moitié occidentale de l'agglomération de Risca (en). Elle est créée en 2010, lorsque l'ancienne communauté de Risca est scindée entre Risca West et Risca East. Au recensement de 2011, elle comptait 5 229 habitants.